# Templo de Na Tcha do Monte
Templo de Na Tcha do Monte is een oude taoïstische tempel in Macau, Volksrepubliek China. De tempel ligt op de berg Monte. De tempel is aan het begin van de Qing-dynastie gebouwd en is gewijd aan de Chinese god Nezha. Het is een van de twee Nezhatempels die Macau heeft.
Op de 18e dag van de vijfde maan van de Chinese kalender wordt de verjaardag van deze god uitbundig gevierd. Er is een processie op die dag.
De bouw van deze tempel begon, nadat dorpelingen een spelend kindje met een vuur- en windwiel hadden gezien, zoals Nazha wordt afgebeeld, op de plaats waar nu de tempel staat.
Later, tijdens de pestepidemie werd de Templo de Na Tcha junto às Ruínas de S. Paulo gebouwd, omdat daar in de omgeving nog geen Chinese tempel was te vinden. De bevolking was bang dat daar de pest nog erger zou worden, omdat de goden daar niet aanwezig zouden zijn.